# Black Hole Sun
"Black Hole Sun" é uma canção da banda grunge Soundgarden. Ela originalmente apareceu em seu álbum de 1994, Superunknown e foi o segundo single lançado deste álbum (o primeiro foi "Spoonman"). Depois ela apareceria no álbum das melhores músicas do Soundgarden (A-Sides). Esta é possivelmente a música mais popular do Soundgarden, e foi a música grunge mais popular de 1994. É considerada por alguns o último grande sucesso do grunge.
Gravada como single no verão de 1993, o sucesso da música veio rapidamente após a morte do ícone do grunge Kurt Cobain. Com sua letra fria (particularmente o refrão "black hole sun/Won't you come/And wash away the rain"), sua popularidade pode ser resultado da tristeza que era sentida pela comunidade grunge no momento.
"Black Hole Sun" foi cantada como cover por Judith Owen, Paul Anka, Mimi Goese, Incubus, Jandek, Steve Lawrence e Eydie Gormé, Cibo Matto, pianista de jazz Brad Mehldau, The Moog Cookbook, Alanis Morissette, Peter Frampton, Handsome Hank And His Lonesome Boys, Guns N' Roses e também pelo membro do Soundgarden Chris Cornell na sua turnê Euphoria Morning, e pela banda formada com Chris com os ex-integrantes do Rage Against the Machine, o Audioslave, na sua turnê Out of Exile e na performance do Live 8.
No Grammy Awards de 1995, "Black Hole Sun" recebeu o prêmio de "Melhor Performance de Hard Rock" e foi indicada para "Melhor Canção de Rock".

## Posição nas paradas musicais
| Parada (1994)                                  | Melhor posição |
| ---------------------------------------------- | -------------- |
| Austrália (ARIA)                               | 6              |
| Bélgica (Ultratop 50 de Flandres)              | 37             |
| Canadá (RPM Top Singles)                       | 5              |
| Dinamarca (Hitlisten)                          | 16             |
| European Hot 100 Singles (Music & Media)       | 33             |
| Finlândia (Suomen virallinen lista)            | 13             |
| França (SNEP)                                  | 10             |
| Alemanha (Offizielle Deutsche Charts)          | 26             |
| Islândia (Íslenski Listinn Topp 40)            | 1              |
| Irlanda (IRMA)                                 | 7              |
| Países Baixos (Dutch Top 40)                   | 31             |
| Países Baixos (Single Top 100)                 | 25             |
| Nova Zelândia (Recorded Music NZ)              | 22             |
| Escócia (Scottish Singles Chart)               | 11             |
| Suécia (Sverigetopplistan)                     | 19             |
| Reino Unido (UK Singles Chart)                 | 12             |
| Estados Unidos (Billboard Radio Songs)         | 24             |
| Estados Unidos (Billboard Alternative Airplay) | 2              |
| Estados Unidos (Billboard Mainstream Rock)     | 1              |
| Estados Unidos (Billboard Mainstream Top 40)   | 9              |

| Parada (2017)                                           | Melhor posição |
| ------------------------------------------------------- | -------------- |
| Estados Unidos (Billboard Digital Song Sales)           | 41             |
| Estados Unidos (Billboard Hot Rock & Alternative Songs) | 5              |

| Parada (1994)                                | Posição |
| -------------------------------------------- | ------- |
| Austrália (ARIA)                             | 62      |
| Canadá Top Singles (RPM)                     | 48      |
| Islandia (Íslenski Listinn Topp 40)          | 8       |
| Países Baixos (Single Top 100)               | 92      |
| Suécia (Sverigetopplistan)                   | 83      |
| Estados Unidos (Billboard Alternative Songs) | 1       |

| Parada (2017)                             | Posição |
| ----------------------------------------- | ------- |
| Estados Unidos (Billboard Hot Rock Songs) | 53      |

| Parada (2010–2019)                             | Posição |
| ---------------------------------------------- | ------- |
| Estados Unidos (Nielsen Music Mainstream Rock) | 9       |